# 양채니

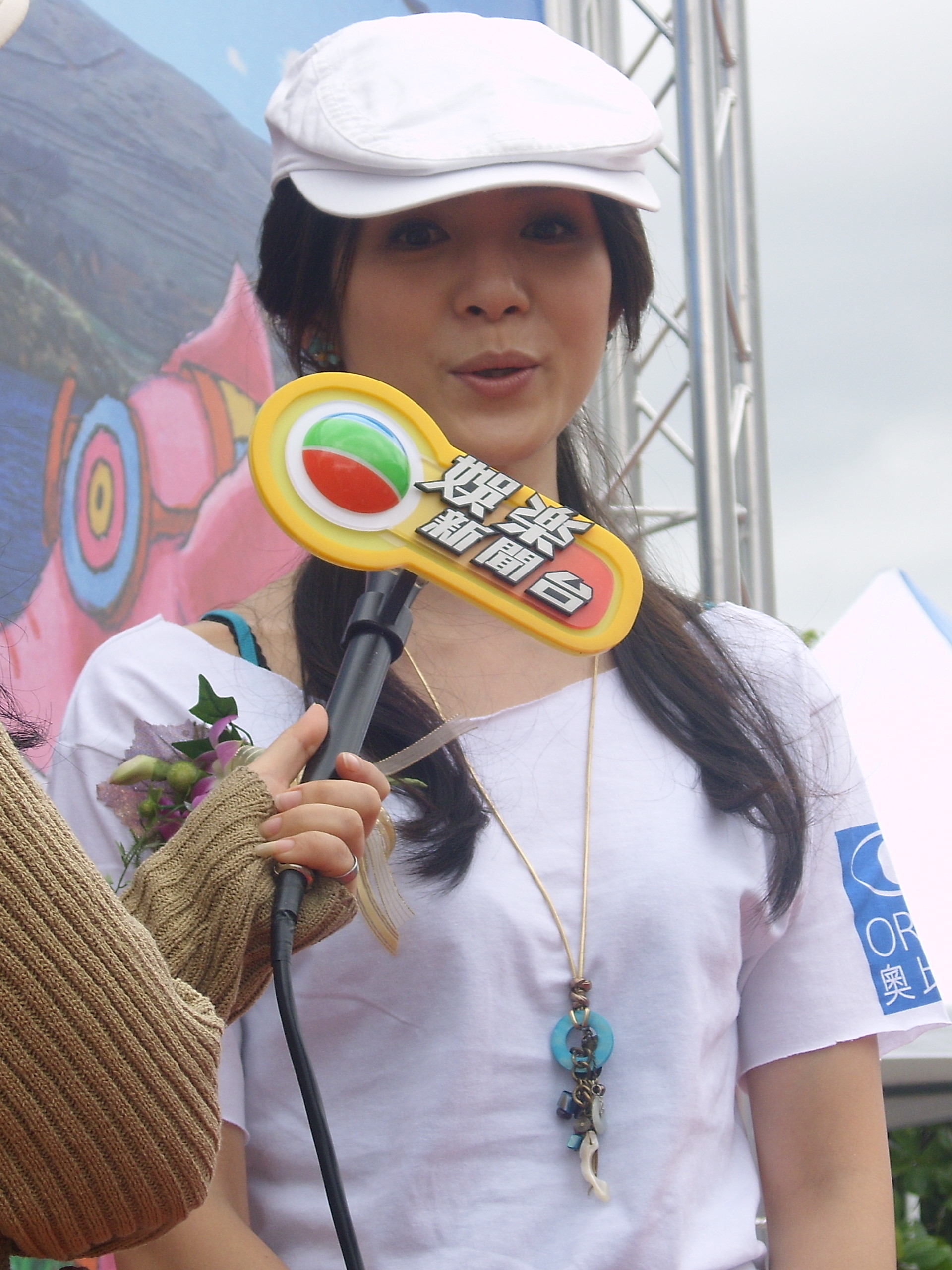

양채니(楊采妮, 1974년 5월 23일 ~ )는 홍콩의 영화배우이다. 1993년 곽부성과 함께 보석광고에 출연하면서 연예계 생활을 시작하게 되었다. 그녀는 데뷔한 지 1년이 채 안되는 시간 동안 왕가위 감독의 동사서독과 서극 감독의 양축 등 많은 영화에 출연하였으며 첫 앨범으로 최우수 신인상을 수상한 바 있다. 그 후 홍콩, 대만 등에서 앨범을 발표하는 동시에 여러 편의 영화에 출연하면서 연기력을 키워나갔고, 1995년에는 다시 왕가위 감독의 타락천사에 출연하였다. 2005년에는 서극 감독의 칠검에 출연하였다.